# Justus Rarkowski
Justus Rarkowski, né le 17 avril 1845 à Allenstein (province de Prusse) et le 16 mai 1895 dans la même ville (province de Prusse-Orientale, Empire allemand), est un homme politique allemand, membre du parti Zentrum.

## Biographie
Rarkowski est scolarisé dans un Gymnasium de Braunberg. Il travaille d'abord comme agriculteur, puis il devient propriétaire d'une brasserie et conseiller municipal à Allenstein.
Rarkowski est membre de la Chambre des représentants de Prusse de 1889 à 1893,. Par ailleurs, il représente la 9e circonscription du district de Königsberg au Reichstag de 1890 à 1893 pour le parti Zentrum.
Rarkowski est l'époux d'Antonie, née Hippler, et le père de Franz Justus Rarkowski, qui deviendra évêque catholique de la Wehrmacht.